# تريكلوسان
التريكلوسان (يختصر أحيانًا باسم TCS) هو مضاد للجراثيم ومضاد للفطريات موجود في بعض المنتجات الاستهلاكية، بما في ذلك معجون الأسنان والصابون والمنظفات والألعاب وعلاجات التنظيف الجراحي. إنه مشابه في استخداماته وآلية عمله للتريكلوكربان. فعاليتها كعامل مضاد للميكروبات، وخطر مقاومة المضادات الحيوية، ودورها المحتمل في مسببات اضطراب الغدد الصماء لا تزال مثيرة للجدل. يسعى البحث إضافي لفهم آثاره المحتملة على الكائنات والصحة البيئية.
تم تطوير التريكلوسان في الستينيات.  في ديسمبر 2017، أعلنت إدارة الأغذية والعقاقير (FDA) أن «المطهرة للمستهلك للغسل» تحتوي على التريكلوسان و23 مكونًا آخر يتم تسويقها حيث تم حظر مضادات الميكروبات.  اعتبارا من مايو 2019، ظلت سلامة وفعالية التريكلوسان قيد البحث من قبل إدارة الأغذية والعقاقير.  ومع ذلك، فقد حددت المنظمات الصحية الأخرى البيانات السريرية التي تثبت فعالية التريكلوسان كعامل مضاد للجراثيم أو مضادات الميكروبات.  في الآونة الأخيرة، أصبح الاستحمام بتريكلوسان 2٪ نظامًا موصى به في الوحدات الجراحية لإنهاء استعمار المرضى الذين تحمل جلدهم المكورات العنقودية الذهبية المقاومة للميثيسيلين (MRSA). 

## التاريخ
تم طرح هذا المنتج في السوق حوالي عام 1970 لأول مرة لغسل اليدين الجراحي، ثم تم تمديد استخدامه على نطاق واسع.
في الفترة من 1990 إلى 2010، زادت الأطنان المستخدمة زيادة حادة، حيث وصلت إلى 10000 طن/عام في عام 2011.

## الإستخدام
تم استخدام التريكلوسان منظّف في المستشفى في السبعينيات. منذ ذلك الحين، توسعت تجاريا وأصبحت الآن عنصرا شائعا في الصابون (0.10-1.00 ٪) والشامبو ومزيلات العرق ومعاجين الأسنان وغسولات الفم ومستلزمات التنظيف والمبيدات الحشرية.  إنها جزء من المنتجات الاستهلاكية، بما في ذلك أدوات المطبخ ولعب الأطفال والفراش والجوارب وأكياس القمامة. 
اعتبارًا من عام 2017، كان هناك خمسة تسجيلات للتريكلوسان باستخدام EPA.  يضاف العنصر النشط المضاد للميكروبات إلى مجموعة متنوعة من المنتجات حيث يعمل على إبطاء أو إيقاف نمو البكتيريا والفطريات والعفن. في الاستخدامات التجارية والمؤسسية والصناعية، يتم دمج التريكلوسان في أحزمة النقل أو خراطيم الحريق أو أحواض الاستحمام المصبوغة أو معدات صنع الثلج كمضاد للميكروبات. يمكن تطبيق التريكلوسان مباشرة على ملفات HVAC التجارية، حيث يمنع نمو الميكروبات التي تساهم في تدهور المنتج. 
بحلول عام 2000، يمكن العثور على التريكلوسان والتريكلوكربان (TCC) في 75٪ من الصابون السائل و29٪ من قطعة صابون،  واعتبارًا من 2014 تم استخدام التريكلوسان في أكثر من 2000 منتج استهلاكي. 
في الرعاية الصحية، يستخدم التريكلوسان في الدعك الجراحية وغسل اليدين. الاستخدام في الوحدات الجراحية فعال مع فترة متواصلة لا تقل عن دقيقتين تقريبًا.  في الآونة الأخيرة، أصبح الاستحمام بتريكلوسان 2٪ نظامًا موصى به في الوحدات الجراحية لإنهاء استعمار المرضى الذين تحمل جلدهم المكورات العنقودية الذهبية المقاومة للميثيسيلين (MRSA). 
يستخدم التريكلوسان أيضا في الطلاء لبعض الخيوط الجراحية.  هناك أدلة مفيدة على أن هذه الخيوط المطلية بالتريكلوسان تقلل من خطر العدوى في مكان الجراحة.  تشير منظمة الصحة العالمية والكلية الأمريكية للجراحين وجمعية العدوى الجراحية إلى فائدة الخيوط المطلية بالتريكلوسان في تقليل خطر الإصابة بعدوى الموقع الجراحي. 
تم استخدام التريكلوسان كعامل انتقائي في الاستنساخ الجزيئي. يمكن أن ينمو مضيف بكتيري يتحول بواسطة بلازميد يؤوي جينًا متحركًا مقاومًا للتريكلوسان (mFabI) كعلامة قابلة للاختيار في وجود جرعة عالية من التريكلوسان في وسائط النمو. 

## الفعالية
في الجراحة، تقلل خيوط التريكلوسان المطلية من خطر الإصابة بالموقع الجراحي.  تشير بعض الدراسات إلى أن الصابون اليدوي المضاد للميكروبات الذي يحتوي على التريكلوسان يوفر تقليلًا جرثوميًا أكبر قليلاً في اليدين مقارنة بالصابون العادي.  اعتبارًا من عام 2013، وجدت إدارة الأغذية والعقاقير الأمريكية فائدة واضحة للصحة لبعض المنتجات الاستهلاكية التي تحتوي على التريكلوسان، دون منتجات أخرى؛ على سبيل المثال، لم يكن لدى إدارة الأغذية والأدوية (FDA) أي دليل على أن التريكلوسان في صابون مضاد للجراثيم ويغسل الجسم يوفر أي فائدة على الغسيل بالماء والصابون العادي 
خلصت مراجعة كوكرين لـ 30 دراسة إلى أن معاجين الأسنان المحتوية على التريكلوسان/كوبوليمر أنتجت انخفاضًا بنسبة 22٪ في كل من لوحة الأسنان والتهاب اللثة عند مقارنتها مع معاجين الأسنان بالفلورايد بدون ترايكلوسان/كوبوليمر.  كان هناك دليل ضعيف على حدوث انخفاض في تجاويف الأسنان، ولا يوجد دليل على انخفاض في التهاب اللثة.
وجدت دراسة أجرتها كولغيت بالموليف انخفاضًا كبيرًا في التهاب اللثة والنزيف واللوحة باستخدام معجون الأسنان المحتوي على التريكلوسان،  ولكن تشير مراجعة مستقلة لمجموعة كوكرين إلى أنه في حين أن الانخفاض في التهاب اللثة والنزيف واللويحة قد أن تكون ذات دلالة إحصائية، قد لا تكون مفيدة بما فيه الكفاية لإعطاء أهمية سريرية. 